# 泄蘭街
泄蘭街（英語：Zetland Street）是香港中環一條街道，北起皇后大道中置地文華東方酒店，南至雪廠街近泄蘭街變電站，其東南旁邊為新世界大廈，中段與安蘭街相交。由於設有梯級，此街道並不通車。
泄蘭街以設在這街的第二代香港共濟會中心雍仁會館（英文：Zetland Hall，昔日音譯「泄蘭會館」）命名。會館以當時共濟會英格蘭總聯會總會長—泄蘭伯爵登打士命名。該會所於1944年空襲香港期間被炸毀。 
亦因共濟會中心曾經位於附近，泄蘭街中間有一條橫巷名為美臣里(Mason's Lane)，可通往雲咸街。美臣里(Mason's Lane)得名於共濟會會員的名稱(Mason)中文譯音。
於1947年7月，雍仁會館信託人決定以港幣$900,000將位於泄蘭街的第二代香港共濟會中心的地皮售予香港電燈公司。於1950年，雍仁會館信託人於香港島堅尼地道一號建立第三代雍仁會館，並使用至今。
泄蘭街也是香港現時僅餘八個煙草攤檔的所在地之一，當局於2010年酌情為他們發放固定攤位小販牌照讓其繼續合法經營。